# حکمت هجری
حکمت سلمان هجری (به عربی: حکمت سلمان الهجری) رهبر معنوی جامعه دروزی در سوریه و یک چهره مذهبی و اجتماعی در استان سویدا است.

## زندگی اولیه
شیخ حکمت هجری در ۹ ژوئن ۱۹۶۵ در ونزوئلا، جایی که پدرش در آن زمان مشغول به کار بود، متولد شد. او بعدها برای تکمیل تحصیلات ابتدایی و متوسطه خود به سوریه بازگشت. در سال ۱۹۸۵ او در دانشگاه دمشق برای تحصیل در رشته حقوق ثبت نام کرد و در سال ۱۹۹۰ فارغ‌التحصیل شد.

## رهبری معنوی دروزی‌ها
در سال ۲۰۱۲، هجری پس از مرگ برادرش احمد در یک تصادف رانندگی، جانشین وی به عنوان رهبر معنوی جامعه دروزی شد. این موقعیت از قرن نوزدهم در این خانواده موروثی بوده است. دوران رهبری او شاهد شکافی در رهبری مذهبی دروزی بود، با یک جناح تحت رهبری او در شهر قنوات و جناح دیگر تحت رهبری شیخ حمود هناوی و یوسف جربوع در منطقه عین الزمان.
هجری به دلیل حمایتش از دولت بشار اسد شناخته شده بود که منجر به کاهش محبوبیت او در جامعه دروزی شد. با شروع انقلاب سوریه، او تحت فشار قرار گرفت تا موضعی روشن علیه رژیم اتخاذ کند، به ویژه پس از کشتار معترضان توسط نیروهای امنیتی. در ۲۵ ژانویه ۲۰۲۱، او در یک تماس تلفنی در مورد یک شهروند بازداشت شده از سویدا، توسط تیپ علی، رئیس اطلاعات نظامی منطقه، مورد توهین قرار گرفت. این حادثه خشم گسترده و اعتراضات را در منطقه برانگیخت.
در یک جلسه مخفی با هیئت نظامی روسیه در آوریل همان سال، هجری حضور مداوم اسد در قدرت را به عنوان راه حلی نهایی برای جلوگیری از حرکت به سوی تجزیه، تضمین بازگشت آوارگان و آغاز بازسازی کشور رد کرد.

## پس از سقوط رژیم اسد
پس از سقوط رژیم اسد در ۸ دسامبر ۲۰۲۴، هجری خواستار یک گفت‌وگوی ملی جامع تحت نظارت بین‌المللی برای ایجاد یک دولت انتقالی شد که همه اقشار جامعه سوریه را نمایندگی کند. در یک مصاحبه تلویزیونی که در ژانویه ۲۰۲۵ پخش شد، هجری تأکید کرد که صحبت در مورد خلع سلاح «بسیار زود» است و این موضوع را «تا زمانی که دولتی تشکیل شود و قانون اساسی برای تضمین حقوق نوشته شود، کاملاً غیرقابل قبول» دانست.
در ۱۷ فوریه ۲۰۲۵، هجری بیانیه‌ای صادر کرد که بر وحدت سوریه به عنوان سرزمین و مردم تأکید می‌کرد و تجزیه‌طلبی و بازگشت مقامات فاسد به نهادهای دولتی را رد می‌کرد. او خواستار اداره غیرنظامی تکنوکرات عاری از وابستگی‌های قومی، مذهبی یا سیاسی شد و نسبت به از دست دادن مسیر ملی پس از سقوط رژیم هشدار داد.
هجری نظرات متفاوتی در مورد رئیس‌جمهور موقت سوریه، احمد شرع، ابراز کرد. در بیانیه‌ای ضبط شده در مارس ۲۰۲۵، او هرگونه همسویی سیاسی با دولت دمشق را انکار کرد و آن را افراطی و تحت پیگرد عدالت بین‌المللی توصیف کرد. او مقامات را به تلاش برای ایجاد تفرقه در السویداء با انتصاب چهره‌های نامحبوب برای نمایندگی استان متهم کرد. او همچنین از به رسمیت شناختن اعلامیه قانون اساسی جدید خودداری کرد و آن را «غیرمنطقی» خواند.